# Прапор Нітранського краю

Прапор Нітранського краю (співвідношення 2:3)

Прапор Нітранського краю, регіону Словаччини, як і чотири з семи інших словацьких регіональних прапорів, складається з чотирьох кольорових областей, причому дві ліві квадратні, а дві праві вдвічі ширші за ліві, прямокутні. Кольори прапора Нітранського краю: синій (верхній ліворуч і нижній праворуч), жовтий (верхній праворуч) і червоний (нижній праворуч). Ці кольори є домінуючими на гербі області, тому вони включені до прапора. Прапор прийнято 28 травня 2002 року.